# Konin Żagański (gromada)
Konin Żagański – dawna gromada, czyli najmniejsza jednostka podziału terytorialnego Polskiej Rzeczypospolitej Ludowej w latach 1954–1972.
Gromady, z gromadzkimi radami narodowymi (GRN) jako organami władzy najniższego stopnia na wsi, funkcjonowały od reformy reorganizującej administrację wiejską przeprowadzonej jesienią 1954 do momentu ich zniesienia z dniem 1 stycznia 1973, tym samym wypierając organizację gminną w latach 1954–1972.
Gromadę Konin Żagański z siedzibą GRN w Koninie Żagańskim utworzono – jako jedną z 8759 gromad na obszarze Polski – w powiecie żagańskim w woj. zielonogórskim na mocy uchwały nr V/29/54 WRN w Zielonej Górze z dnia 5 października 1954. W skład jednostki weszły obszary dotychczasowych gromad Konin Żagański, Lubieszów, Jankowa Żagańska i Szczepanów ze zniesionej gminy Witoszyn oraz obszary dotychczasowych gromad Żaganiec i Wilkowisko ze zniesionej gminy Iłowa w tymże powiecie. Dla gromady ustalono 19 członków gromadzkiej rady narodowej.
1 stycznia 1972 do gromady Konin Żagański włączono tereny o powierzchni 599 ha z miasta Żagań w tymże powiecie; z gromady Konin Żagański wyłączono natomiast tereny o powierzchni 95 ha, włączając je do Żagania.
Gromada przetrwała do końca 1972 roku, czyli do kolejnej reformy gminnej.